# Kájoni János
Kájoni János (románul Ioan Caioni , latinosítva Johannes Caioni) (Kiskaján, Belső-Szolnok vármegye, 1629 körül – Gyergyószárhegy, 1687. április 25.) erdélyi születésű, román családból származó (maga írja: „Natus valachus sum”) ferences szerzetes, orgonista, orgonaépítő, énekszerző és -fordító, a Kájoni Kódex alkotója, botanikus, nyomdász és könyvkiadó. Sokoldalú tudományos és művészeti munkásságával, példaadó felekezeti türelmességével, gyakorlatiasságával jelképes személyiséggé vált Erdélyben. Egyénisége humanista vonásainak, polihisztorságának teljes felismerésére és értékelésére mind magyar, mind román részről csak több mint két évszázad elteltével került sor.

## Élete
Belső-Szolnok vármegyében, Kiskájonban született, majd Kolozsváron, majd Csíksomlyón nevelkedett. Életrajzírói különbözőképpen vélekednek születési helyéről, egyesek szerint a Kolozs megyei Jegenyén született. Jobb családból származhatott, mert Judit nevű nénje a csíki nemes és nemzetes Rácz István várkapitánynak volt a felesége. Bizonyára nénje által jutott kapcsolatba a csíksomlyói ferences kolostorral is. Iskoláit a kolozsvári jezsuita atyáknál kezdte és Csíksomlyón folytatta. 1647-ben lépett be a csíksomlyói kolostorba. Tanulmányaiban való tökéletesedésre Nagyszombatba küldték, ahol tényleg a tudományokban, különösen a zene- és énekszerzésben nagy haladásra tett szert. Utána, 1655-ben pappá szentelték. A csíksomlyói rendházban kezdte papi működését, de Mikházán, Szárhegyen is teljesített szolgálatot, ahol éppen szükség volt rá.
1675-ben nyomdát alapított Csíksomlyón, egyrészt, hogy saját műveit, másrészt az iskolának szükséges tankönyveket kinyomtathassa. Nyomdaalapítási szándékát így fejezte ki a Cantionale Catholicum című egyházi énekeskönyvének előszavában: „Édes hazámnak akartam szolgálni, és másoknak is alkalmatosságot e kis munkámmal adni, hogy akadály nélkül dicsérhessék az Istent.” Népszerűsége miatt még háromszor adták ki a Cantionalét a somlyói nyomdában: 1719-ben, 1805-ben és 1806-ban. Ez a sajtó, amely a múlt század végéig működött, fontos művelődéstörténeti tényezőt jelentett a székelyföldi és a moldvai katolikusok számára. Nyomdájában először a Cantionale Catholicum című énekeskönyvet nyomtatta ki 1676-ban. Három évvel később kapott engedélyt arra, hogy tankönyveket is előállítson. Egy lengyelországi főpap mondott dicsérő köszönetet jeles tankönyveiért. A magyar szabadságharc idején, 1849-ben itt nyomtatták a Hadi Lapot, és itt készült több forradalmi kiáltvány. A kézisajtó ma a kolozsvári múzeumban látható.
1687-ben halt meg Szárhegyen, és ott nyugszik a templomkertben, jeltelen sírban. 
Zseniális tudását nem rejtette véka alá, de inkább kamatoztatta az egyházi énekek gyűjtésében és kiadásában, könyvek írásában, nyomdaalapításban és kiváló szerzetesi életében. Maga is komponált. Sokat dolgozott, de ezek mellett házfőnök, nevelő és főelöljáró is volt.

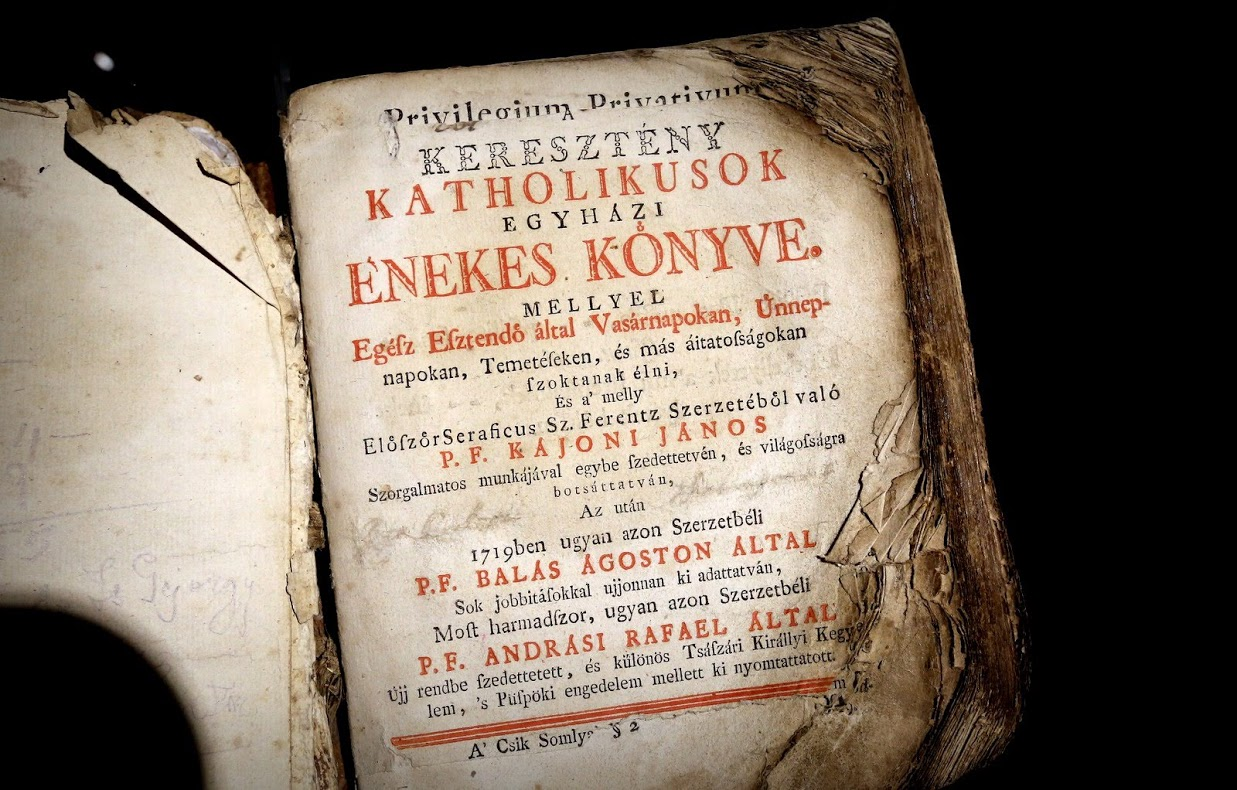
Kájoni énekes könyv

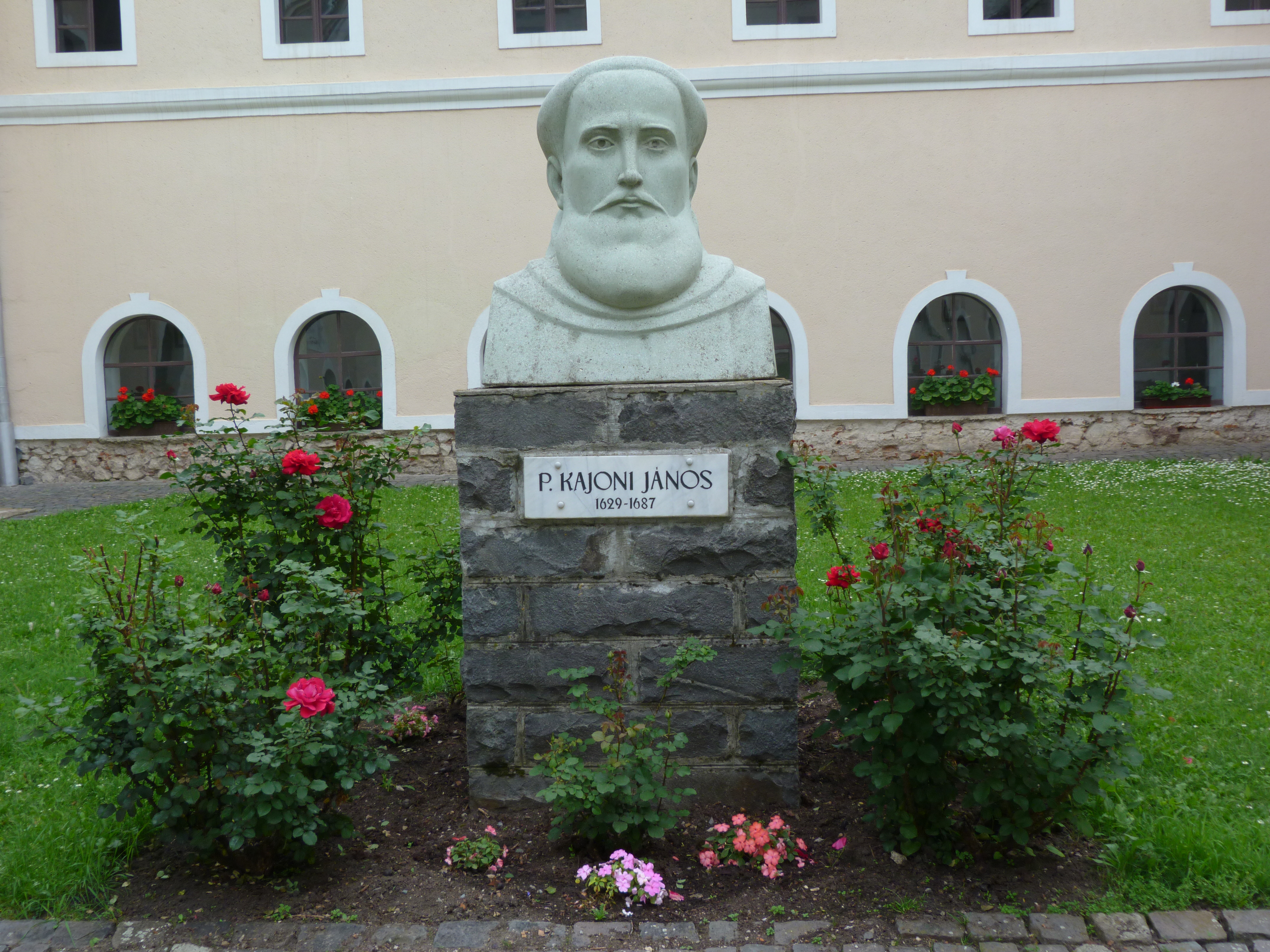
Kájoni János szobra a csíksomlyói ferences kolostorban – 2013

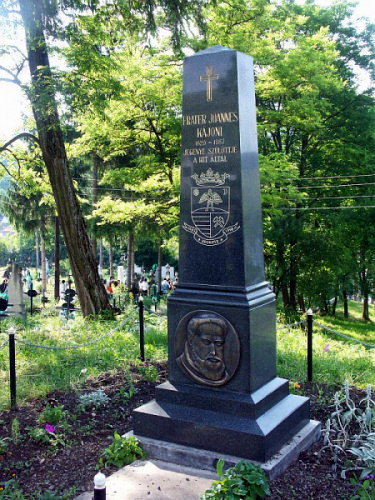
Kájoni János jelképes sírhelye Jegenyén

## Művei
- Kájoni-kódex, legfőbb irodalmi műve.

Története igen színes: Egyik tanárától – valószínűleg Seregély Mátyástól – kapta ajándékba mint jól tanuló diák. Az eredeti szerző már elkezdte a kódex írását, s Kájoni folytatta tovább. Az idők folyamán mások is beledolgoztak.
Tartalma: a Nagyszombatban elsajátított „Ammerbach”-féle tabulatúrás kottázást rögzítette. Sok értékes preklasszikus és korabeli éneket és orgonaművet jegyzett le és hagyott az utókorra. Megfejtették és modern kottázásban kiadták a tabulatúrás jeleket. Korabeli világi énekeket is lejegyzett kéziratos könyvében.
- Kéziratos, vagy nyomtatott könyvkiadványai: 
  - Cantionale Catholicum – egyházi énekek gyűjteménye az év minden időszakára és különféle alkalmakra (1676).
  - Organo Missale (1667) – misék, litániák, antifónák és más szertartáshoz való énekek.
  - Sacri Concentus – egyházi énekgyűjtemény, melyet különféle szerzők, de különösen Lodovico de Viadana (1560–1627) írt.
  - Hymnarium – latin és magyar nyelven lejegyzett vallásos versek gyűjteménye.
  - Magyar herbárium (1673) – Függelék egy latin nyelvű „Ortus Sanitatis” (magyarul Fűvészkönyv) című növénytani munkához (Venetiis, 1511), amiben leírja a gyógynövények gyógyászati hatását is.
  - Régi mód szerént való Székely ABC (1673) – régi székely rovásírás (elveszett).
  - Custodia története – korabeli feljegyzések.
  - Aranyos ház – ima- és énekeskönyv a hívek számára.
  - Hortulus Devotionis 1669 – imakönyv, saját kezű írással.
    - és még sok más liturgikus írás, szentbeszéd, jegyzet.

## Emlékezete
A Kájoni János által összeállított, Cantionale Catholicum című, katolikus egyházi énekek kotta nélküli szövegeit tartalmazó énekeskönyv 1676-tól, az első csíksomlyói megjelenésétől kezdve az 1921–24-es Gyergyószentmiklóson és Gyulafehérváron megjelent Baka János-féle háromrészes összeállításig több kiadást ért meg. A Cantionale dallamait Domokos Pál Péter azonosította és adta közre Kájoni eredeti szövegeivel az "Édes hazámat akartam szolgálni" című kötetében.
A fordulatot a muzsikus szerzetes kézírásos dalgyűjteményének, a másolóról elnevezett Kájoni Kódexnek tudományos feldolgozása váltotta ki. Seprődi János, a Kolozsvári Református Kollégium tanára, 1909-ben a budapesti Irodalomtörténeti Közlemények hasábjain folytatásosan közölte A Kájoni-codex irodalom- és zenetörténeti adalékai c. tanulmányát, s ebben megfejtette a kódex tabulatúrás hangjegyírását, közzétéve az anyagból 25 zeneművet (újraközölve Válogatott zenei írásai és népzenei gyűjtése. 1974). A kódex jellegzetessége, hogy egyházi művek mellett világi énekeket is megörökített (A nyúl éneke; Lupul vajdáné éneke; Tegnap groff halála), erdélyi táncdalokat (Pajkos; Lapockás; Román kettős; Mikes Kelemen, Apor István, Apor Lázár tánca), két cigány éneket is közölt, valamint a korabeli nyugat-európai világi szerzők műveit s számos német és olasz táncot.
Seprődi nyomán fellendült a Kájoni-kutatás. Boros Fortunát az Erdélyi Irodalmi Szemlében (1924) a kódex első íróit mutatta be, Kájoni munkásságát csíki énekeskönyvek alapján a Székely Nemzeti Múzeum emlékkönyvében (1929) Domokos Pál Péter értékelte, s ugyancsak ő jelentette meg a Cantionale-t kiegészítve az eredeti szövegekhez tartozó dallamokkal (1979).
A román nyelvű feldolgozások közül kiemelkedik George Simonis Craiovában megjelent tanulmánya (1936), Sigismund Toduță Indemnul lui Ioan Caioni (Tribuna 1958/6) és Romeo Ghircoiașiu Codex Caioni (Steaua 1958/8) c. zenetörténeti megemlékezése, Marțian Negrea Craiován kiadott értekezése, mely a kódex zenei anyagára vonatkozó ismereteinket néhány új művel gazdagítja s először utal a román anyag bővebb voltára (1940), valamint Vasile Mocanu Ioan Căian c. kötete (1973). Két zenetörténész, Lakatos István és Gheorghe Merișescu, közösen emlékezett meg Kájoniról magyarul és románul is megjelent Román–magyar zenei kapcsolatok a múltban c. munkájában (Kolozsvár, 1957).
A Kájoni-filológiát bővítette László Ferenc (Hargita Kalendárium 1976), Miklóssy V. Vilmos és Zepeczaner Jenő (Hargita Kalendárium 1978), továbbá Benkő András a kódex táncanyaga néhány stílusvonásának nyomon követésével (Lucrări de Muzicologie, 1979).
A régi zene mai felújításai során különleges figyelem fordult Kájoni lejegyzett táncai és dalai felé. A zenetörténet mintegy tucatnyi feldolgozásáról tud már. Ezek sorát Siklós Albert indította el hegedű–zongora szvitjével (1925) és zenekari rapszódiájával (1929).
Farkas Ferenc lépett nyomába fúvóskvintettre (1953) s ugyancsak hegedűre és zongorára alkalmazott modernebb sorozatával (1958). Ez a zeneirodalom tovább gazdagodott egyrészt újszerűbb értelmezésű, másrészt a régi zene légkörét egykorú hangszerek színével üdítően felfrissítő átírásokkal. Így látott napvilágot és hangzott el Eisikovits Mihály zongorára komponált Régi erdélyi táncok c. sorozata (1960), Bács Lajos fúvós (1968) és Doru Popovici vonószenekari ciklusa (1970). A Fancsali János vezette Consort-együttes 1973 óta szólaltatta meg a Kájoni-kódex vokális és hangszeres darabjait. Ifjabb Kostyák Imre a vonósnégyes hangszínkészletét választotta alapul táncszvitjében (1974), Szabó Csabának a Missa Siculorum Kyrie-témájára írott Passacagliája 1975-ben hangzott el először a Marosvásárhelyi Rádióban.
Szegő Péter a kolozsvári Musica Antiqua-együttes sajátos, a csőrfuvola család nyújtotta lehetőségeihez alkalmazta Kájoni-feldolgozásait (1979). Vegyeskarra legutóbb Isac Rîpă írta át a kódex három darabját (1980).
A Kájoni-megemlékezéseknek nem kevésbé jelentős része vonatkozik nyomdatörténeti szerepére. A csíksomlyói nyomda jelentőségét Pap Ferenc dolgozta fel (1972), kifejtve, hogy Kájoni "felismerte a betű, az írás-olvasás jelentőségét, erre vall Régi mód szerént való Székely ABC című, 1673-ból keltezett kézirata, s ezt jelzi mindenekelőtt az 1676-ban felavatott csíksomlyói nyomda, amely nemcsak létrehozásában, de könyvsajtójával is Kájoni műveltségteremtő akaratának és sokoldalú elméleti-gyakorlati szellemének közvetlen terméke. A hasonló intézményeket teljességgel nélkülöző Székelyföldön ő teremtette meg – ha mégoly szűk keretek között is – a műveltség terjesztésének akkor legfontosabb alapját."
A ma Kolozsvárt az Erdélyi Történelmi Múzeumban őrzött Kájoni-sajtón két évszázadon át tankönyveket és énekeskönyveket nyomtak, ezen készült 1849-ben a Hadilap c. folyóirat 9 száma. A nyomda felállításának 300. évfordulója alkalmából 1976-ban Csíkszeredában emlékünnepség zajlott le, s bibliofil formában kétnyelvű miniatűr könyvet adtak ki 300 de ani de activitate tipografică în orașul Miercurea-Ciuc – 300 éves a csíkszeredai nyomdaipar címmel.
Művelődés- és tudománytörténeti szempontból jelentős a botanikus Kájoni herbáriuma is; ez a Melius-féle kolozsvári Herbárium (1578) és ennek Beythe-féle átdolgozása (1595) nyomán készült s Hasznos orvoskönyv az fáknak és füveknek erejekből címmel az 1656-beli eredetinek egy későbbi másolatában maradt ránk. Az átvett növénycikkeket Kájoni betoldásokkal egészítette ki, nemegyszer anekdotaszerű eseményt vagy éppen saját magáról szóló személyi adatokat közölve.
Kájoni János mellképével Dóczy András emlékplakettet készített a román–magyar és magyar–román műfordítók szárhegyi Kriterion-tábora alkalmából 1980-ban; Kájoni-arc szerepel Cseh Gusztáv ugyanabban az évben a Korunk Galériában bemutatott művelődéstörténeti rézkarc-sorozatában is.

## Műveinek kiadásai
- „… édes Hazámnak akartam szolgálni”; összeáll. Domokos Pál Péter / Kájoni János: Cantionale catholicum. Régi és új, deák és magyar áitatos egyházi énekek; Petrás Incze János: Tudósítások. Okmánytár; Szt. István Társulat, Bp., 1979
- Fekete könyv. Az erdélyi ferences kusztódia története. Kájoni János kézirata, 1684; Domokos Pál Péter anyagának felhasználásával sajtó alá rend., jegyz., utószó, Kusztódia történetét ford. Madas Edit, oklevélford. Szovák Kornél; Scriptum, Szeged, 1991 (Adattár XVI-XVIII. századi szellemi mozgalmaink történetéhez)
- Organo missale- Fratris patris Joannis Kaioni ordinis minorum organistae et organifabri guardiani conventus Mikhaziensis, anno 1667; szerk. Richter Pál; Státus, Csíkszereda, 2001 (Csíksomlyói Ferences Kolostor kincsei)
- Organo missale. 1667; közread. Richter Pál; Státus, Csíkszereda, 2005 (Csíksomlyói Ferences Kolostor kincsei)
- Sacri Concentus. Diversorum authorum, praesertim Ludovici Viadanae; Dévai Szent Ferenc Kiadó, Bp., 2015